# Boston Marathon 1908
De Boston Marathon 1908 werd gelopen op maandag 20 april 1908. Het was de twaalfde editie van deze marathon. Aan de start stonden 120 deelnemers. De wedstrijd was een volledig Amerikaanse aangelegenheid, die werd gewonnen door Thomas P. Morrissey met een tijd van 2:25.43. Hij bleef hiermee de latere olympische kampioen John Hayes met een kleine halve minuut voor. In vergelijking met de opvattingen, die na de Olympische Spelen van dat jaar vorm kregen, dat de marathon een lengte hoorde te hebben van 42,195 km, was het parcours in Boston te kort. Het was namelijk tussen 37 en 38,8 km lang.

## Uitslag
| rang   | naam            | land | tijd      |
| ------ | --------------- | ---- | --------- |
| Goud   | Thomas Morrisey | USA  | 2:25.43,2 |
| Zilver | John Hayes      | USA  | 2:26.04   |
| Brons  | Robert Fowler   | USA  | 2:26.42   |
| 4      | Mike Ryan       | USA  | 2:27.08   |
| 5      | W. Wood         | USA  | 2:27.48   |
| 6      | James J. Lee    | USA  | 2:28.34   |
| 7      | Fred Lorz       | USA  | 2:32.20,1 |
| 8      | Sammy Mellor    | USA  | 2:41.17   |
| 9      | A. Roy Welton   | USA  | 2:43.25   |
| 10     | John J. Goff    | USA  | 2:43.54   |

1897 ·
1898 ·
1899 ·
1900 ·
1901 ·
1902 ·
1903 ·
1904 ·
1905 ·
1906 ·
1907 ·
1908 ·
1909 ·
1910 ·
1911 ·
1912 ·
1913 ·
1914 ·
1915 ·
1916 ·
1917 ·
1918 ·
1919 ·
1920 ·
1921 ·
1922 ·
1923 ·
1924 ·
1925 ·
1926 ·
1927 ·
1928 ·
1929 ·
1930 ·
1931 ·
1932 ·
1933 ·
1934 ·
1935 ·
1936 ·
1937 ·
1938 ·
1939 ·
1940 ·
1941 ·
1942 ·
1943 ·
1944 ·
1945 ·
1946 ·
1947 ·
1948 ·
1949 ·
1950 ·
1951 ·
1952 ·
1953 ·
1954 ·
1955 ·
1956 ·
1957 ·
1958 ·
1959 ·
1960 ·
1961 ·
1962 ·
1963 ·
1964 ·
1965 ·
1966 ·
1967 ·
1968 ·
1969 ·
1970 ·
1971 ·
1972 ·
1973 ·
1974 ·
1975 ·
1976 ·
1977 ·
1978 ·
1979 ·
1980 ·
1981 ·
1982 ·
1983 ·
1984 ·
1985 ·
1986 ·
1987 ·
1988 ·
1989 ·
1990 ·
1991 ·
1992 ·
1993 ·
1994 ·
1995 ·
1996 ·
1997 ·
1998 ·
1999 ·
2000 ·
2001 ·
2002 ·
2003 ·
2004 ·
2005 ·
2006 ·
2007 ·
2008 ·
2009 ·
2010 ·
2011 ·
2012 ·
2013 ·
2014 ·
2015 ·
2016 ·
2017 ·
2018 ·
2019 ·
2020 ·
2021 ·
2022